# Короткая, Анастасия Владимировна
Анастасия Владимировна Короткая (после замужества — Беднякова, укр. Анастасі́я Володимирівна Коро́тка; род. 15 октября 1985, Донецк, Украинская ССР) — украинская телеведущая и актриса.

## Биография
Родилась в Донецке, вместе с семьёй жила в Мангуше и Мариуполе. Окончила мангушскую общеобразовательную школу номер 2 и Бердянский педагогический институт по специальности хореограф.

## Творчество
В составе команды «При чём здесь мы» играла в Украинской лиге КВН. На момент участия в КВНе Анастасия познакомилась со своим будущим мужем — Андреем Бедняковым. Переехав в Киев, Андрей и Настя стали участниками украинской версии программы «Большая разница».
В 2013 году была соведущей Андрея Беднякова в популярном на Украине и в России телевизионном проекте «Орёл и решка», приняв участие в 28-ми сериях двух сезонов — шестого («Курортный») и седьмого («Назад в СССР»).
Дебютировала на экране (не считая участие в «Большой разнице») в молодёжном сериале «Большие чувства», который стартовал в 2013 году на телеканале «Пятница». В том же году появилась в сериале «Супергерои». Также совместно с Андреем Бедняковым с 2013 по 2014 вела шоу «Свидание со звездой». В январе 2014 была ведущей программы «Как фишка ляжет», но проект «заморозили» после первого выпуска. Осенью 2014 была ведущей программы «Блокбастеры». Обе эти программы она тоже вела с Андреем. Все они транслировались на телеканале «Пятница!».
В 2016 году снималась в пародии на сериал «Игры престолов» — «Игра непристойных», в проекте «Вечерний Киев», где сыграла Юлю в-БЮТ-ерождённую (аллюзия на украинский Блок Юлии Тимошенко).
В 2018-2019 годах принимала участие в юмористической передаче «Женский квартал» на украинском телевидении.

## Съёмки в рекламе
В марте 2016 года снялась вместе с Андреем Бедняковым в рекламе «Lipton».

## Личная жизнь
- Муж — телеведущий Андрей Бедняков (брак с 31 августа 2014 года), дочь Ксения Беднякова (род. 20 сентября 2015), сын Остап Бедняков (род. 20 октября 2022).  25 октября 2024 года Андрей сообщил о разводе[3]